# 烏拉布勞揚
烏拉布勞揚（排灣語：Uapula laujan），亦可稱做薩巴拉老介（Sabalalaugai/Sapulalaujan/Sapuleleugan），是臺灣排灣族神話中的女神，主要出現於竹生始祖神話當中。

## 特徵
關於烏拉布勞揚的特徵，在神話中並無詳細記載，僅知的只有烏拉布勞揚被排灣族人稱做宇宙神:04，並持有著Tukuzan:19。

## 神話傳說
關於烏拉布勞揚的神話，僅有始祖創生的兩種版本。

### 女人與石蛇
傳說烏拉布勞揚於大石上種植下一根竹子（或竹杖）:4，雷電劈裂竹子，生出女人；雷電又劈裂石頭，生出巨蛇，女人吞下巨蛇後生下一對龍鳳胎:05。

### 女人與石龍
情節與上述相同:21-23，差異僅在於並非「女人吞下巨龍」，而是「巨龍吞下女人」:25。

## 類似傳說
烏拉布勞揚的神話與其他臺灣原住民族，諸如阿美族的「都娥（Donge）」；卑南族的「奴努勞（Nunurao）」相當類似。